# Чмир-Козяр Наталія Ярославівна
Наталія Ярославівна Чмир-Козяр (нар. 31 жовтня, 1969, Львів, Україна) — українська хормейстерка, музична педагогиня та диригентка, засновниця та керівниця Народного камерного хору «Жайвір».

## Ранні роки та вплив сім'ї
Наталія народилася в родині, де музика та пісня завжди були невід'ємною частиною життя. Її дідусь і батько співали у церковних хорах, а брат, Олег Чмир, став професійним співаком та артистом України. З дитинства Наталія виконувала родинні колядки та брала участь у пісенних вечорах, що сформувало її майбутню музичну кар'єру.

## Освіта
Свою професійну музичну освіту Наталія здобула у Львівському музично-педагогічному училищі ім. Філарета Колесси та у Львівській державній консерваторії ім. Миколи Лисенка.

## Кар'єра
З 1990 року Наталія Чмир-Козяр працювала у Центрі творчості дітей та юнацтва Галичини. Ще під час навчання в консерваторії вона почала працювати хормейстером у Народній капелі бандуристок «Дзвіночок» та вокально-хореографічному ансамблі «Рушничок».

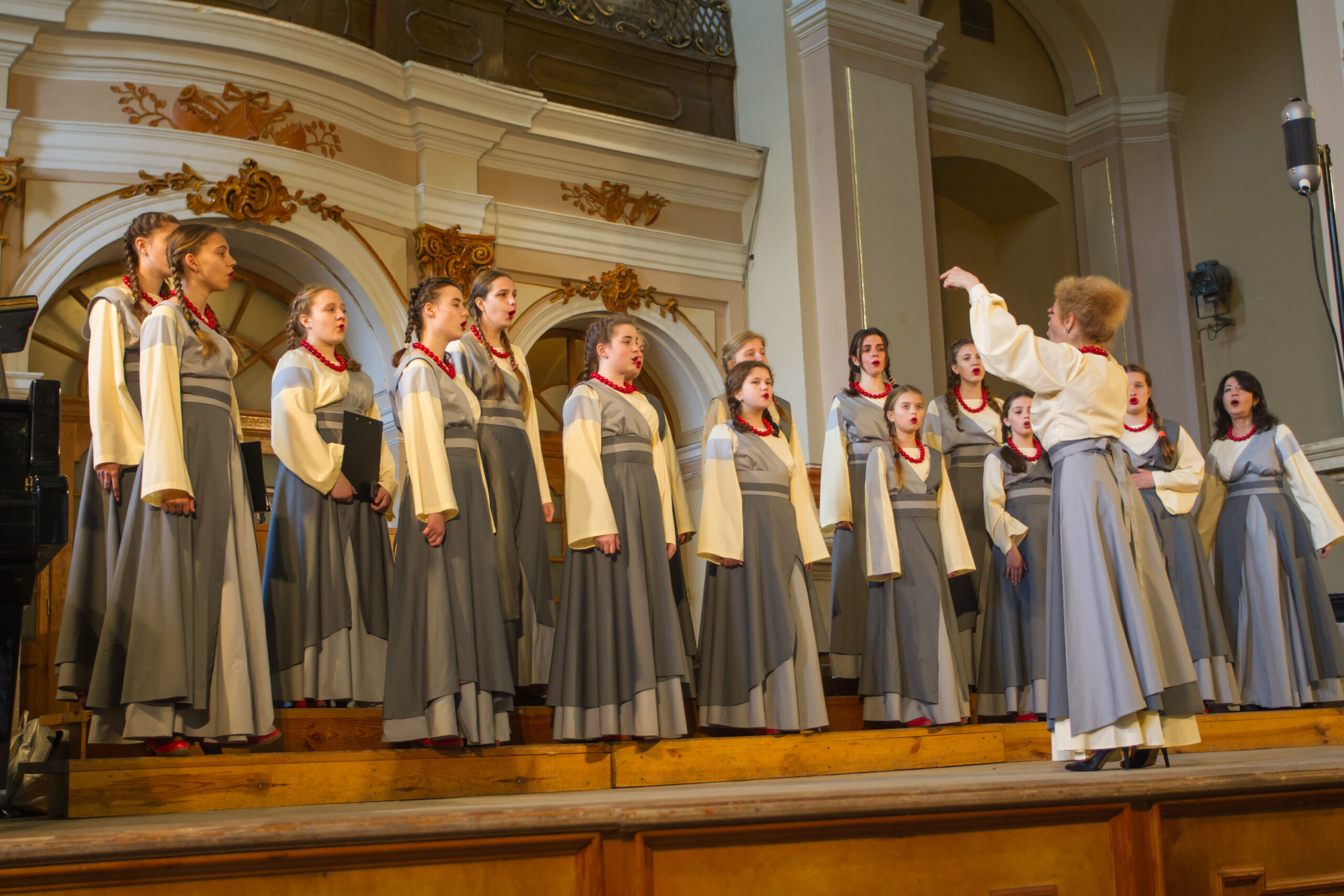
Хор «Жайвір» у Львівському будинку органної та камерної музики

У 2000 році Наталія створила дитячо-юнацький камерний хор «Жайвір». У 2003 році колектив отримав звання «Зразковий художній колектив України», а в 2008 — «Народний художній колектив України». Хор швидко став популярним завдяки високій якості виконання та участі в численних конкурсах та фестивалях.[неавторитетне джерело]

## Хор "Жайвір"
Хор «Жайвір» було засновано в 2000 році на базі Центру творчості дітей та юнацтва Галичини (ЦТДЮГ). Хор включає дівчаток і хлопців віком від 5 до 22 років, поділених на молодшу (5-9 років), середню (10-14 років) та старшу (15-22 років) групи. Учасники хору займаються хоровим співом, вокалом, вивчають історію музичного та хорового мистецтва, а також здобувають базові знання з нотної грамоти.
Основу репертуару хору «Жайвір» складають твори української та зарубіжної хорової класики, духовна музика, обробки народних пісень і твори сучасних композиторів. Хор щорічно організовує семінари, майстер-класи та воркшопи з вокалу та хорових дисциплін для учасників і керівників інших хорових колективів.
У 2023-2024 роках, у межах Всеукраїнського фестивалю «Жайвір скликає друзів», було реалізовано проєкт «Міжнародна літня хорова резиденція» в Німеччині.
Творча біографія хору охоплює численні міжнародні виступи, зокрема в Австрії, Норвегії, Польщі, Нідерландах, Чехії, Болгарії, Німеччині, Чорногорії, Швеції, Фінляндії та інших країнах, де колектив здобував звання лауреата міжнародних фестивалів та конкурсів.
У 2003 році хор отримав почесне звання «Зразковий художній колектив» за наказом Міністерства освіти і науки України, а у 2008 році — звання «Народний художній колектив».
Хор «Жайвір» активно бере участь у концертах, фестивалях, конкурсах і творчих проєктах. Серед визначних досягнень — 19 років поспіль участь у фестивалі «Велика коляда», 8 років участі в «Співаймо канон», де колектив здобував Гран-прі, а також участь у міжнародному фестивалі в Болгарії у 2018 році, де хор виграв Гран-прі і став учасником рекорду, занесеного до Книги рекордів України.
У 2017 році хор "Жайвір" переміг у Міжнародному конкурсі ,який організувала британська співачка Кеті Мелуа. Вона приїхала до Львова і разом з колективом виконала свій хіт "Dreams on Fire" та "Щедрик".

## Важливі творчі події
Наталія Чмир-Козяр у 2005 році започаткувала щорічний фестиваль хорової музики «Жайвір скликає друзів» («ЖайвірФест»), де збирались колективи з усієї України. Фестиваль проходив у Будинку органної та камерної музики. Але у 2023 році, через повномасштабне вторгнення, фестиваль відбувся на камерній сцені факультету культури і мистецтв Львівського національного університету ім. Івана Франка. У 2024 році — у Львівському будинку офіцерів.
За спиною Наталії також стоїть організація ювілейних концертів «Жайвора»: концерт на честь 10-річчя («Відчинилося життя») та 15-річчя («Колесо буття»). Ці шоу-програми поєднували різні жанри та стилі, виходячи за межі традиційного хорового концерту.
У 2020 році Наталія дала сольний концерт-презентацію свого альбому «Новий день».[неавторитетне джерело]

## Творчі досягнення та нагороди
За свою професійну діяльність Наталія Чмир-Козяр здобула визнання як ініціативний організатор та талановитий педагог. Хор «Жайвір» під її керівництвом регулярно бере участь у міжнародних, всеукраїнських та обласних конкурсах, здобуваючи перемоги та відзнаки.
Наталія стала переможницею Всеукраїнського конкурсу «Кращий за професією» в номінації «Музичне мистецтво».
Наталія Чмир-Козяр також викладає у Львівській державній дитячій музичній школі №1 ім. Анатолія Кос-Анатольського.
Наталія видала хрестоматію хорового співу «Співає Жайвір», що містить методичні матеріали та нотні збірники для хорових колективів.
Наталія Чмир-Козяр була неодноразово відзначена за свій внесок у розвиток вокально-хорового мистецтва. Вона має почесне звання «Відмінник освіти України» та педагогічне звання «керівник гуртка-методист». Вона також неодноразово отримувала грамоти Міністерства освіти і науки України, Львівської обласної державної адміністрації та Львівської міської ради.
У 2014 та 2018 роках Наталія перемогла у конкурсі кращих працівників культури в номінації «Музичне мистецтво» та отримала подяки від міського голови за високий професіоналізм.

## Дискографія
Під керівництвом Наталії було записано кілька альбомів, серед яких «Помолимось», «Ми — українці», «Колесо буття» та інші. Крім того, вона випустила сольний альбом «Новий день» у 2015 році.